# Peter Marcias
Peter Marcias (Oristán, 5 de diciembre de 1977) es un director de cine italiano.

## Biografía
Marcias nació en Oristán en 1977. Después de estudiar algunos años ciencias políticas, decidió iniciar una carrera en el mundo del cine y se trasladó a Roma. A comienzos de la década de 2000 dirigió principalmente comerciales para televisión y cortometrajes. Debutó como director de largometrajes con un segmento en la película Bambini (2006), seguida de Ma la Spagna non era cattolica? (2007). Después de dirigir otros filmes que tuvieron repercusión en festivales internacionales, en 2016 dirigió La nostra quarantena, la cual fue nominada en la categoría de mejor docufilm en los premios Nastro d'argento en 2016. En 2018 inició la dirección de una trilogía documental conocida como Terra.

## Filmografía

### Largometrajes
- Bambini (2006)
- Ma la Spagna non era cattolica? (2007)
- Un attimo sospesi (2008)
- Liliana Cavani, una donna nel cinema (2010)
- I bambini della sua vita (2011)
- Dimmi che destino avrò (2012)
- Tutte le storie di Piera (2013)
- La nostra quarantena (2015)
- Silenzi e parole (2017)
- Uno sguardo alla Terra (2018)
- Nilde Iotti, il tempo delle donne (2020)

### Cortometrajes
- Olivia (2003)
- Il canto delle cicale (2004)
- Io sono un cittadino (2006)
- Il mondo sopra la testa (2012)
- Sono uguali in vacanza (2014)
- Il mio cane si chiama Vento (2016)
- Strollica (2017)
- L'unica lezione (2018)